# Westrichus kraetschmeri
Westrichus kraetschmeri è un pesce estinto, appartenente agli acantodi. Visse tra il Carbonifero superiore e il Permiano inferiore (circa 300/295 milioni di anni fa) e i suoi resti fossili sono stati ritrovati in Germania. 

## Descrizione
Questo animale era molto simile al ben noto genere Acanthodes; al contrario di quest'ultimo, tuttavia, era dotato di una pinna pelvica estremamente allungata che percorreva gran parte del ventre dell'animale: partiva dietro la testa e terminava appena prima della pinna anale arretrata. L'aspetto, in confronto a quello di Acanthodes, risultava quindi molto più massiccio. La testa era tuttavia più piccola. L'animale intero superava di poco i 30 centimetri di lunghezza. Come tutti gli acantodi, Westrichus era dotato di spine che sorreggevano le pinne pettorali, anali, dorsali e pelviche. La pinna dorsale era piccola e molto arretrata, e stava all'altezza di quella anale, più grande e allungata.

## Classificazione
Descritto per la prima volta nel 2003 sulla base di fossili rinvenuti nel bacino della Saar, Westrichus kraetschmeri è considerato un acantode molto specializzato. Come molti rappresentanti evoluti del gruppo, Westrichus era dotato di poche pinne. È considerato uno stretto parente del genere Acanthodes. 

## Paleobiologia
Westrichus si nutriva di piccoli crostacei, ma occasionalmente doveva nutrirsi di piccoli pesci, anfibi e anche membri della sua specie. 